# Сергеев, Василий Сергеевич
Васи́лий Серге́евич Серге́ев (1857, Российская империя — 1910, Белград (?)) — российский дипломат, действительный статский советник, камергер.

## Биография
Родился в 1857 году и, предположительно, был незаконнорождённым сыном генерал-майора Сергея Васильевича Шереметева и его крепостной Натальи Николаевны Сергеевой.
В 1885 году поступил на службу в Министерство иностранных дел Российской империи, где занял должность делопроизводителя Азиатского департамента.
В 1888 году был назначен 1-м секретарём российской дипломатической миссии в Королевстве Сербии, а в 1893 году переведён на должность 1-го секретаря посольства Российской империи в Швеции.
С 1900 года был на должности советника МИДа Российской империи.
С 1906 по 1909 годы был чрезвычайным посланником и полномочным министром Российской империи в Сербии.
17 июня 1909 года назначен чрезвычайным посланником и полномочным министром посольства России в Швеции.

## Семья
- Отец (предположительно) — Сергей Васильевич Шереметев (1792—1866) генерал-майор
- Мать (предположительно) — Наталья Николаевна Сергеева, крепостная
- Жена — Наталья Ивановна Вышнеградская (1865—?), дочь министра финансов И. А. Вышнеградского.